# Beth Leavel
Beth Leavel   (Raleigh, 1 de novembre de 1955) és una actriu i cantant estatunidenca, guanyadora del premi Tony.

## Biografia
Leavel va assistir a Needham B. Broughton High School i al Meredith College, obtenint un títol en treball social. Va completar un títol de postgrau en teatre a la Universitat de Carolina del Nord a Greensboro el 1980. Va actuar durant la universitat, apareixent en produccions com Cabaret i Hello, Dolly!
El seu debut a Broadway va ser a la producció de 1980 de 42nd Street com a reemplaçament d'Annie. Leavel va estar al repartiment original de Broadway de Crazy for You (1992) com a Tess i com a suplent de Polly Baker.
El 1999, va interpretar a Mabel i la senyora Bixby a The Civil War. Leavel va tornar al revival de Broadway de 42nd Street l'any 2001 com a suplent de Maggie Jones i Dorothy Brock, interpretant finalment aquesta última.
Va interpretar el paper protagonista de Beatrice Stockwell a The Drowsy Chaperone, per a la qual va ajudar a crear la història de fons del personatge i a la qual es va referir com "una recopilació de moltes dones diferents al teatre." Per aquest paper, va rebre un premi Tony i un premi Drama Desk a la millor actriu de repartiment en un musical.
Leavel va substituir Andrea Martin com Frau Blucher a la producció de Broadway de Young Frankenstein el 15 de juliol de 2008, i va romandre amb l'espectacle fins que va tancar el 4 de gener de 2009.
Leavel va protagonitzar l'estrena mundial del musical Minsky's, ric en burlesc, a Los Angeles, que va tenir lloc al Center Theatre del Ahmanson Theatre del 21 de gener a l'1 de març de 2009; el musical també va protagonitzar els seus antics coprotagonistes de Young Frankenstein Christopher Fitzgerald i Sarrah Strimel.
El 2009, Leavel va protagonitzar una lectura escènica de La República de Dylan Glatthorn amb Lauren Worsham i Kelli Barrett. També va protagonitzar la lectura escènica de Otherwise de Vincent Crapelli, amb Karen Ziemba i Laura Bonarrigo-Koffman
Va interpretar a Donna Sheridan a la producció de Broadway de Mamma Mia!, succeint a Carolee Carmello en el paper el 22 de setembre de 2009, i va deixar l'espectacle el 10 d'octubre de 2010.
Leavel va interpretar Emily Hobbs a Elf the Musical a Broadway. La producció es va obrir el 14 de novembre de 2010 al Al Hirschfeld Theatre i va durar fins al 2 de gener de 2011.
Després d'Elf, va aparèixer a la producció de Broadway de Baby It's You!, que va començar les previsualitzacions el 26 de març de 2011 i es va tancar el 4 de setembre de 2011.
Leavel va obtenir una nominació al premi Tony a la millor actriu protagonista de musical per la seva interpretació de Florence Greenberg a Baby It's You!.
El novembre de 2013, va aparèixer a l'Off-Broadway al Minetta Lane Theatre a Standing on Ceremony: The Gay Marriage Plays. Al gener i febrer de 2012, va protagonitzar una sèrie limitada de Boeing-Boeingal Paper Mill Playhouse de Millburn, Nova Jersey.
Leavel va interpretar a Bea al musical Something Rotten! i va començar el taller/lectura per a això, celebrat el 2014. Abans que el musical s'estrenés a Broadway (al març de 2015) va ser substituïda per Heidi Blickenstaff perquè "els escriptors van decidir que el personatge havia de ser més jove perquè pogués quedar embarassada., un punt clau de la trama".
El 2014, Leavel va protagonitzar l'estrena mundial del musical Dog and Pony a l' Old Globe Theatre de San Diego.
Va protagonitzar el musical The Prom que es va estrenar a Broadway el novembre de 2018. Per això, va ser nominada al premi Tony 2019 a la millor actuació de l'actriu protagonista en un musical.
El 2022, va protagonitzar Miranda Priestly a la producció d'estrena mundial de Chicago de The Devil Wears Prada.

## Vida personal
Està compromesa amb el seu també actor Adam Heller.

## Crèdits

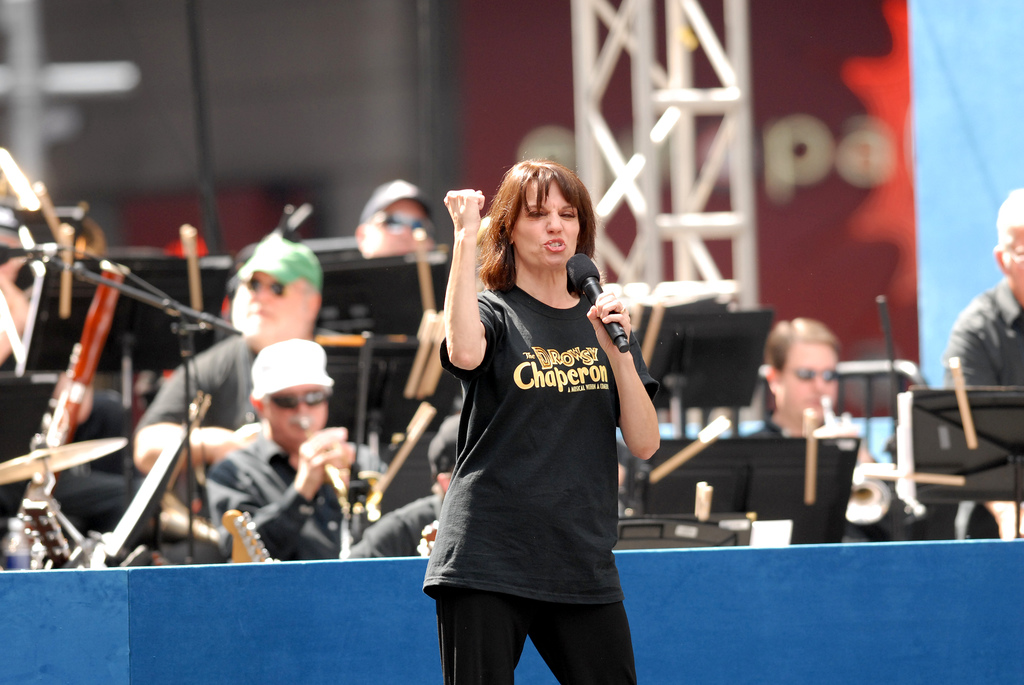
Broadway on Broadway, 10 de setembre de 2006

### Broadway
| Any  | Títol                | Paper              | Teatre                              |
| ---- | -------------------- | ------------------ | ----------------------------------- |
| 1985 | 42nd Street          | Annie              | St. James Theatre                   |
| 1992 | Crazy For You        | Tess               | Shubert Theatre                     |
| 1994 | Show Boat            | Ellie              | George Gershwin Theatre             |
| 1999 | The Civil War        | Mrs. Bixby, Mabel  | St. James Theatre                   |
| 2001 | 42nd Street          | Dorothy Brock      | Ford Center for the Performing Arts |
| 2006 | The Drowsy Chaperone | Beatrice Stockwell | Marquis Theatre                     |
| 2008 | Young Frankenstein   | Frau Blucher       | Hilton Theatre                      |
| 2009 | Mamma Mia!           | Donna Sheridan     | Winter Garden Theatre               |
| 2010 | Elf the Musical      | Emily              | Al Hirschfeld Theatre               |
| 2011 | Baby It's You!       | Florence Greenberg | Broadhurst Theatre                  |
| 2017 | Bandstand            | Mrs. June Adams    | Bernard Jacobs Theatre              |
| 2018 | The Prom             | Dee Dee Allen      | Longacre Theatre                    |

### Televisió
| Any  | Títol                          | Paper         | Notes                        |
| ---- | ------------------------------ | ------------- | ---------------------------- |
| 2004 | Law & Order: Criminal Intent   | Mom           | Episodi: "Silver Lining"     |
| 2009 | ER                             | Amy Taylor    | Episodi: "And in the End..." |
| 2009 | The Unusuals                   | Ellen Baker   | Episodi: "The E.I.D."        |
| 2020 | The Walking Dead: World Beyond | Dr. K         | Episodi: "Brave"             |
| 2021 | The Bite                       | Petra Bresser | Episodi: "The First Wave"    |

### Podcasts
| Any     | Títol            | Paper  | Ref.   |
| ------- | ---------------- | ------ | ------ |
| 2020-21 | In Strange Woods | Sandra | [ 26 ] |

## Premis i nominacions
| Any  | Premi                      | Categoria                                        | Treball              | Resultat  |
| ---- | -------------------------- | ------------------------------------------------ | -------------------- | --------- |
| 2006 | Premi Tony                 | Millor actriu de repartiment de musical          | The Drowsy Chaperone | Guanyador |
| 2006 | Premi Drama Desk           | Actriu de repartiment més destacada a un musical | The Drowsy Chaperone | Guanyador |
| 2006 | Premi Outer Critics Circle | Actriu de repartiment més destacada a un musical | The Drowsy Chaperone | Guanyador |
| 2011 | Premi Tony                 | Millor actriu protagonista de musical            | Baby It's You!       | Nominat   |
| 2011 | Premi Drama Desk           | Actriu més destacada a un musical                | Baby It's You!       | Nominat   |
| 2011 | Premi Outer Critics Circle | Actriu més destacada a un musical                | Baby It's You!       | Nominat   |
| 2019 | Premi Tony                 | Millor actriu protagonista de musical            | The Prom             | Nominat   |
| 2019 | Premi Drama Desk           | Actriu més destacada a un musical                | The Prom             | Nominat   |
| 2019 | Premi Drama League         | Actuació Distingida                              | The Prom             | Nominat   |
| 2019 | Premi Drama Desk           | Actriu més destacada a un musical                | The Prom             | Nominat   |